# Павлюк Мирослав Іванович
Павлюк Мирослав Іванович (нар. 4 серпня 1943) — доктор геолого-мінералогічних наук, академік Української нафтогазової академії, директор Інституту геології і геохімії горючих копалин НАН України та НАК «Нафтогаз України».

## Життєпис
М. І. Павлюк народився в мальовничому подільському селі Литячі, що на Тернопільщині. Навчався спочатку в рідному селі, а згодом у містечку Заліщики у середній школі ім. Осипа Маковея, де й одержав атестат зрілості (1959).Дністрові каньйони, серед яких пройшло дитинство М. І. Павлюка, викликали любов до природи та визначили його долю — він вступає на геологічний факультет Львівського державного університету ім. Івана Франка. Після закінчення університету за спеціальністю «Геологія і розвідка родовищ корисних копалин» (1965) отримав кваліфікацію інженера-геолога-розвідника. З того часу він — в Інституті геології і геохімії горючих копалин Національної академії наук України. У період 1965—1970 рр. працював на посадах інженера, старшого інженера, молодшого наукового співробітника; протягом 1970—1973 рр. навчався в аспірантурі під керівництвом академіка Григорія Назаровича Доленка.

## Наукові роботи
У 1974 р. М. І. Павлюк — кандидат геолого-мінералогічних наук, захистивши дисертацію, у якій висвітлено особливості тектоніки Центрального Причорномор'я і перспективи його нафтогазоносності. Для вирішення завдань дисертаційної роботи дослідником було використано формаційний аналіз, який є одним з пріоритетних напрямів сучасної геології.
Відтоді тектоніка — ця «філософія геології» — опиняється в колі постійних наукових зацікавлень М. І. Павлюка і визначає вектор його подальших геологічних досліджень. А південь України став для нього універсальною школою і як тектоніста, і як геолога-нафтовика. Саме в цьому регіоні тісно сплелися геологічні структури різного генетичного типу і геодинамічної історії — окраїни давніх платформ, молоді плити, релікти закриття океанічного простору Тетису — задугові басейни Паратетису, альпійські складчасті споруди. Такий багатогранний арсенал геоструктур — це дійсно унікальний зразок розвитку літосфери планети.
Вчений успішно поєднує наукову роботу з науково-організаційною: з 1974 по 1984 рр. він вчений секретар ІГГГК НАН України, у 1983—1987 рр. — старший науковий співробітник, у 1987—1988 рр. — завідувач лабораторії проблем нафто-газоносності акваторій, з 1988 року і по сьогодні — завідувач відділу геології нафти і газу. З 1998 р. працював заступником директора ІГГГК НАН України з наукової роботи; з 2000 р. — виконував обов'язки директора, а в лютому 2003 р. затверджений Президією НАН України на посаді директора ІГГГК НАН України та НАК «Нафтогаз України».
У 1997 р. М. І. Павлюк захистив дисертацію «Мезозой-кайнозойська еволюція і нафтогазоносність Азово-Чорноморського шельфу» на здобуття наукового ступеня доктора геолого-мінералогічних наук.
Головним напрямом наукових досліджень вченого є геологія нафти і газу, зокрема історія геодинамічного розвитку і реконструкція формування геоструктури нафтогазоносних провінцій, закономірності нафтогазонагромадження, генезис вуглеводнів, геодинамічні режими та критерії нафтогазоносності. Базуючись на результатах новітніх геолого-геофізичних робіт та теоретичних досягненнях нафтогазової геології, він довів, що формаційна послідовність мезо-кайнозойських комплексів Азово-Чорноморського шельфу на певних етапах є індикатором домінуючих геодинамічних зусиль розтягу чи стиску та ізостазії; встановив, що локальна складчастість Азово-Чорноморського регіону відзначається проміжним — між альпінотипним та германотипним — характером, що зумовлено геодинаміч-ними процесами та тектонічною компресією Євразійської і Африкано-Аравійської літосферних плит.
Розробив нову класифікацію типів локальних складок і пов'язаних з ними пасток нафти і газу, яка базується на геодинамічному принципі і дає змогу прогнозувати перспективні пастки вуглеводнів різних генетичних типів; побудував моделі Азово-Чорноморської та Баренцовоморської нафтогазоносних провінцій як структур периконтинентальних шельфів Східноєвропейської платформи.
Вивчаючи проблему нафтогазоутворення і нафтогазонагромадження, М. І. Павлюк дослідив геодинамічні умови нафтогазоносних провінцій України, а також геофлюїдодинамічні режими, тріщинуватість та розущільнення порід різних рангів і систем. На цій підставі дослідник дійшов висновку, що у генерації вуглеводнів визначальною є глибинна флюїдна складова, а органічна речовина, яку вміщують породи осадового покриву, лише додає флюїду штрихи для остаточного формування зовнішності («обличчя») нафти. Він також довів, що процес нафтогазоутворення був властивий усім геологічним періодам, принаймні, неогею, але наймасштабніше проявився у третинний період і триває до цього часу.
Вичерпаність фонду антиклінальних структур поставила перед дослідниками нове завдання — вивчення закономірностей просторового розташування нетра-диційних пасток нафти і газу. М. І. Павлюком разом із співробітниками відділу геології нафти і газу виявлено перспективні резервуари вуглеводнів неантиклі-нального типу на Волино-Подільській окраїні Східноєвропейської платформи. Виділено рифогенні морфоструктури в силурійському та стратиграфічно- і диз'юнктивно екрановані пастки в кембрійському комплексах порід.
Глибока ерудиція дослідника дозволила йому виявити нові перспективні щодо нафтогазоносності пошукові об'єкти та обґрунтувати доцільність проведення в їх межах комплексних геолого-геофізичних досліджень. Це, зокрема, палеозойські і верхньопротерозойські відклади, які лежать під Передкарпатським прогином.
Теоретичні розробки вченого в галузі нафтогазоутворення і нафтогазоносності стали надійною основою для вироблення науково-практичних рекомендацій щодо проведення пошуково-розвідувальних робіт у нафтогазоносних регіонах України та близького зарубіжжя. Впровадження цих рекомендацій у виробництво сприяло відкриттю низки нових вуглеводневих покладів у Причорноморсько-Кримській, Передкарпатській та Волино-Подільській нафтогазоносних областях, а також в межах арктичних шельфів . Зокрема, упродовж 1984—1993 рр. він керував спеціальною заполярною експедицією ІГГГК, яка разом з ВО «Арктикмор-нафтогазрозвідка», «Союзморгео» та «Північморгеофізика» займалася пошуками вуглеводнів у Баренцовому та Карському морях. В результаті цих робіт були відкриті велетенські за запасами родовища газу і конденсату — Мурманське, Лудловське, Ленінградське, Штокманівське та ін.

## Праці
М. І. Павлюк — автор понад 130 наукових праць, у тому числі 9 монографічних. Особливо слід відзначити шеститомну фундаментальну працю «Атлас родовищ нафти і газу України», одним із членів редакційної колегії та співавтором якої є Мирослав Іванович. Його наукові розвідки, опубліковані у вітчизняних та зарубіжних виданнях, відзначаються комплексністю, системністю та оригінальністю авторського підходу. Уміння формулювати та розв'язувати дослідницькі завдання підтверджено безпосередньою участю вченого у масштабних національних програмах з освоєння мінерально-сировинних ресурсів континентального шельфу та України в цілому.
Він — організатор та активний учасник багатьох міжнародних і вітчизняних нарад, конференцій, симпозіумів присвячених актуальним проблемам геологічної науки.
Інститут геології і геохімії горючих копалин НАН України— заснований 1951 року у Львові на базі Львівського відділення Інституту геологічних наук АН України; до 1963 р. — Інститут геології корисних копалин. Сьогодні в інституті 9 наукових відділів:
- геології нафти і газу (керівник — М. І. Павлюк),
- седиментології провінцій горючих копалин (член-кореспондент НАН України Ю. М. Сеньковський),
- нафтогазової гідрогеології, геохімії і охорони гідросфери (В. В. Колодій),
- проблем нафтової геофізики (І. М. Куровець),
- проблем геології Карпат (О. С. Ступка),
- геохімії осадових товщ нафтогазоносних провінцій (О. Й. Петриченко),
- геохімії глибинних флюїдів (І. М. Наумко),
- геології і геохімії твердих горючих копалин (В. І. Узіюк),
- проблем геотехнології горючих копалин (Ю. В. Стефаник).

Постійно дбаючи про наукову зміну, М. І. Павлюк приділяє велику увагу вихованню молодого покоління дослідників. Під його керівництвом захищені та виконуються кандидатські дисертації; створена наукова школа «Геодинаміка нафто-газоносних провінцій».
Вчений веде активну науково-організаційну роботу. Він — голова Наукової ради НАН України з проблеми «Геологія і геохімія горючих копалин», експерт ВАК України, входить до складу бюро Західного наукового центру НАН України та очолює секцію «Науки про Землю», працює в секції «Нафтогазоносність» Карпато-Балканської Геологічної Асоціації, академік та член президії Української Нафто-газової Академії, дійсний член Наукового Товариства ім. Шевченка.
Він заслужено користується великим авторитетом у геологічної громадськості України та колег поза її межами. Зокрема, творча і плідна співпраця поєднує дослідника з геологами багатьох зарубіжних країн — Польщі, Росії, Австрії, Словаччини.
Мирослав Іванович — людина з добрим серцем, доброзичлива, інтелігентна, приємна у спілкуванні. Водночас вчений не замикається у професійній діяльності — він любить життя в усій його багатогранності. У колі інтересів М. І. Павлюка — мистецтво, архітектура, туризм, плавання. Він активний член Карпатського Лещетарського Клубу та переможець багатьох змагань.